# Chiesa di San Barnaba (Genova)
La chiesa di San Barnaba è un luogo di culto cattolico di Genova, situato nel quartiere di Oregina, in salita di San Barnaba, un'antica e tipica Crêuza che risale la collina da corso Firenze.

## Storia e descrizione

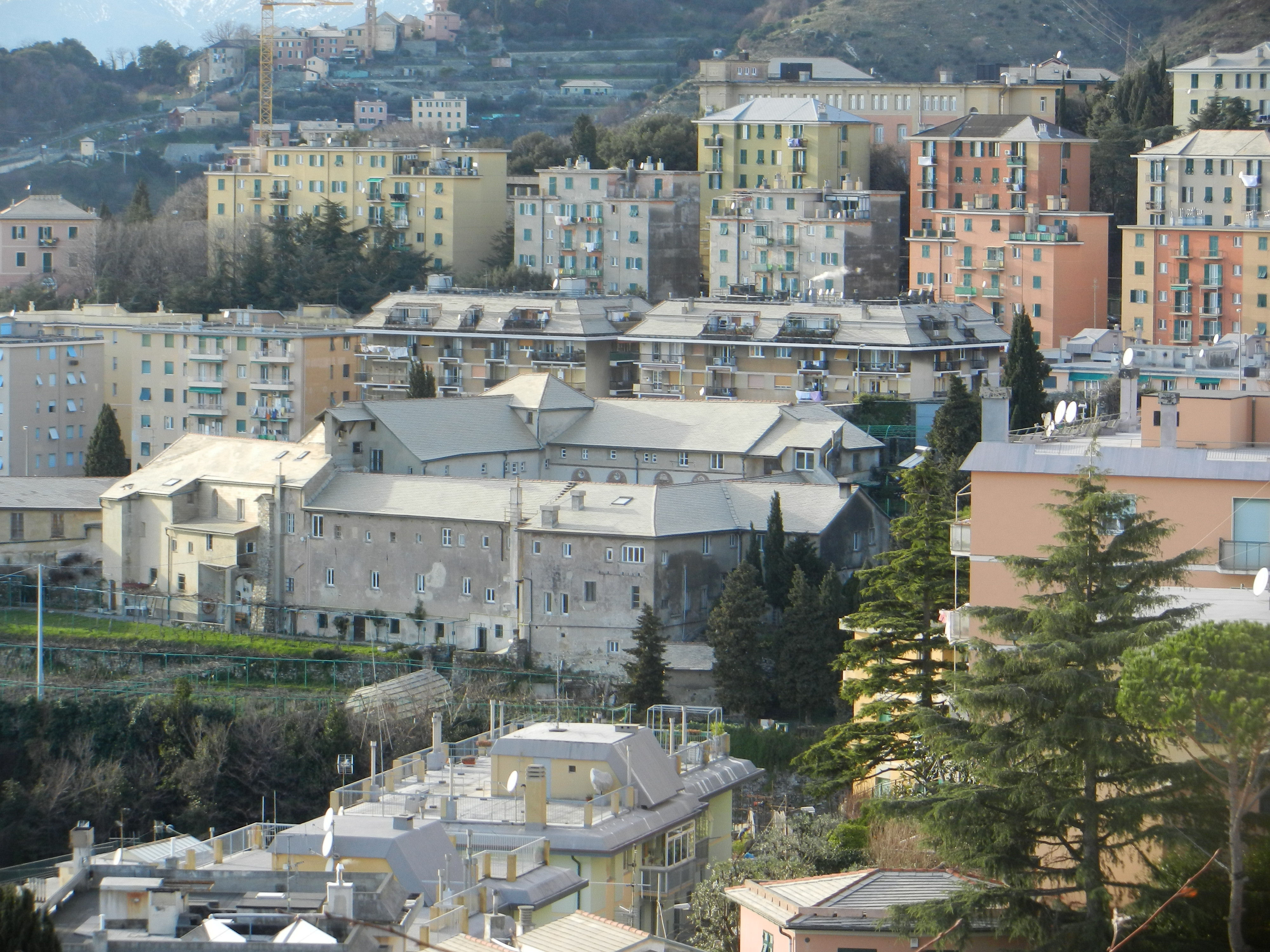
Veduta d'assieme del complesso conventuale

Percorrendo l'ultimo tratto di corso Firenze in direzione ponente, circa a metà del breve rettifilo che porta a incrociare corso Ugo Bassi si stacca a destra la lunga salita di San Barnaba. Soffocata dai moderni condomini che la fiancheggiano, l'antica creuza conduce fino alla chiesa di San Barnaba, edificata alla metà del XIII secolo: le sue antiche origini sono testimoniate da una trifora (affiorata in facciata nel corso di recenti restauri) e da due lapidi, una del 1286 e l'altra del 1362.
Sorta come cappella di un eremo in cui si ritirarono  alcuni laici e chierici genovesi, diventò poi la chiesa del convento delle monache cistercensi (la lapide sopra i portone d'ingresso ricorda ancora oggi i lavori fatti eseguire dalla badessa Leona Usodimare nel 1284). Nel 1538, dopo molti anni di abbandono, la chiesetta di San Barnaba, insieme al convento, fu affidata ai frati cappuccini, che vi sistemarono la loro prima fraternità in territorio ligure e il noviziato. Tra queste mura visse per alcuni anni (dal 1597 al 1608, quando lasciò l'ordine per sostenere finanziariamente la famiglia) il pittore Bernardo Strozzi, lasciando dipinti alcuni soggetti devozionali.

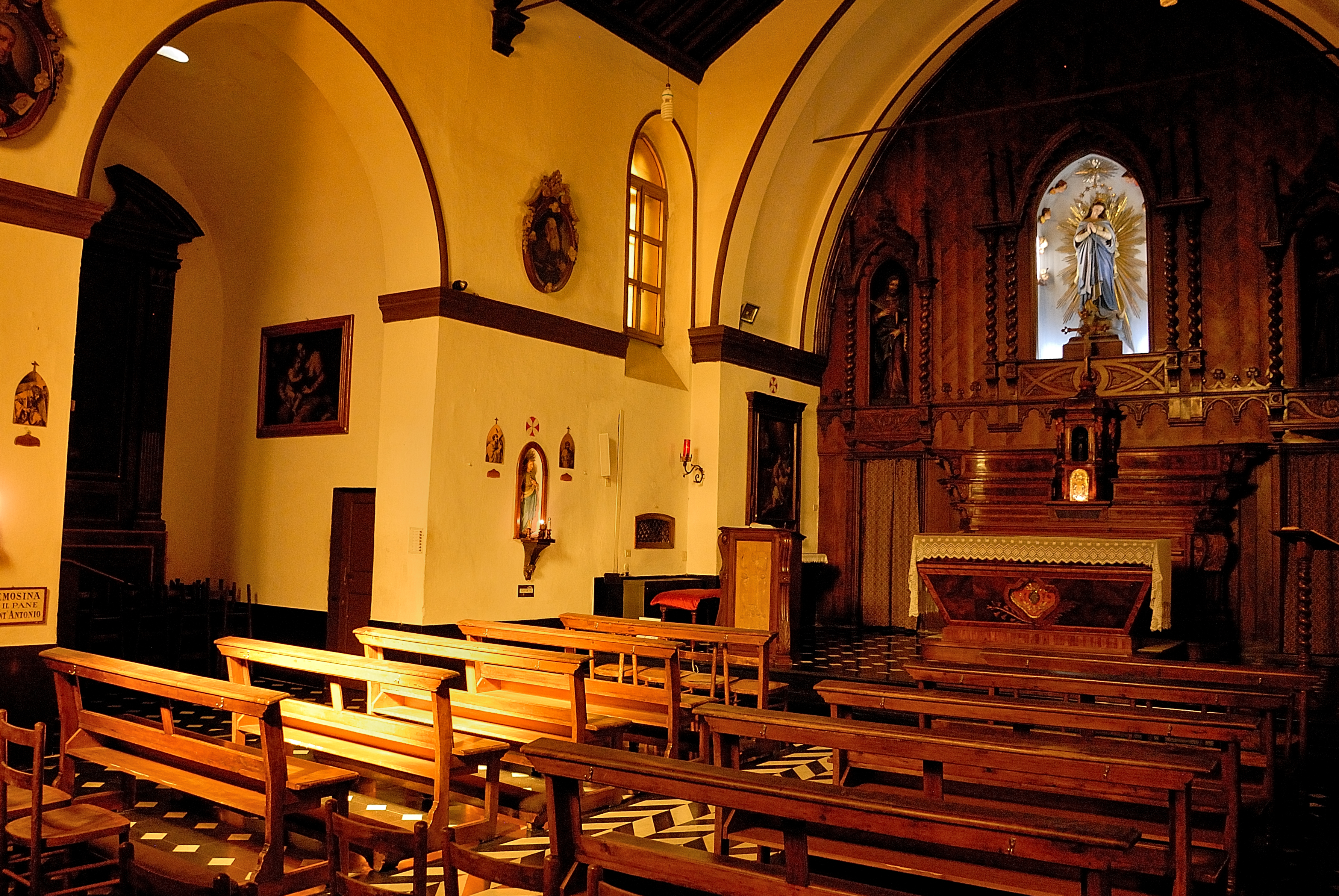
L'interno della chiesa

La piccola chiesa subì profonde trasformazioni nel Seicento e soprattutto nell'Ottocento; dei quadri dello Strozzi è conservata soltanto la replica di un'opera giovanile, raffigurante san Felice da Cantalice, il cui originale si trova presso la chiesa della Santissima Concezione.
San Barnaba rappresentò nell'Ottocento e nei primi anni del Novecento una delle tappe del famoso "itinerario dei presepi" - Cappuccini-Madonnetta-San Barnaba-Oregina - che costituiva una tradizione natalizia assai cara alle famiglie genovesi; il presepe qui esposto possiede alcune figurine attribuite ai Bissoni e al Maragliano.